# Коронавірусна хвороба 2019 у Руанді
Коронаві́русна хворо́ба 2019 у Руа́нді — розповсюдження пандемії коронавірусу територією Руанди.
Перший випадок появи коронавірусної хвороби було виявлено на території Руанди 14 березня 2020 року.
Станом на 27 березня 2020 року, в Руанді було виявлено 50 інфікованих.

## Хронологія
14 березня 2020 року в Руанді було підтверджено перший випадок коронавірусу. В міністерстві охорони здоров'я Руанди повідомили, що хворим виявився громадянин Індії, котрий прибув до східної Африки з Мумбаї 8 березня.
16 березня було виявлено ще 6 випадків захворювання, таким чином загальна кількість хворих сягнула 7.
20 березня руандська влада оголосила про обмежувальні заходи, котрі запроваджувалися на два тижні. Як державні, так і приватні працівники повинні були працювати вдома. Усі кордони також мали бути закриті і було оголошено 14-денним карантин. Комерціні авіарейси на прибуття були призупинені терміном на 30 днів.